# 切爾峰
切爾峰（英語：Chair Peak）是南極洲的山峰，座標64°43′S 62°43′W，位於葛拉漢地西岸丹科海岸的龍格島，處於布里坦尼亞山以西，該山峰現時由南極條約體系管理。